# Tracy Chevalier
Tracy Chevalier (Washington, oktober 1962) is een Brits-Amerikaans schrijver van historische romans. Ze maakte furore met Meisje met de parel, een roman waarin Vermeers gelijknamige schilderij centraal staat.

## Biografie
Chevalier studeerde Engelse literatuur aan het Oberlin College en verhuisde in 1984 naar Londen, waar ze in de uitgeverijsector begon te werken. In 1994 behaalde ze een master in creatief schrijven aan de Universiteit van East Anglia. Ze ontving in 1999 de Barnes & Noble Discover Award voor haar tweede roman, Meisje met de parel. Anno 2024 heeft ze elf romans op haar naam staan.

## Oeuvre
- The Virgin Blue (1997) ISBN 978-0452284449
- Girl with a Pearl Earring (Meisje met de parel) (1999) ISBN 978-0525945277
- Falling Angels (2001) ISBN 978-0525945819
- The Lady and the Unicorn (2003) ISBN 978-0007140909
- Burning Bright (2007) ISBN 978-0007245130
- Remarkable Creatures (2009) ISBN 978-0007178377
- The Last Runaway (2013) ISBN 978-0525952992
- At the Edge of the Orchard (2016) ISBN 0525953000
- New Boy (2017) ISBN 9780553447637
- A Single Thread (2019) ISBN 9780008153816
- The Glassmaker (2024) ISBN 9780525558279

- Bibsys: 90579734
- Biblioteca Nacional de Chile: 000363220
- Biblioteca Nacional de España: XX981630
- Bibliothèque nationale de France: cb125167048 (data)
- Catàleg d'autoritats de noms i títols de Catalunya: 981058528465506706
- CiNii: DA04187683
- Gemeinsame Normdatei: 121877728
- International Standard Name Identifier: 0000 0001 1068 3843
- Library of Congress Control Number: n90679175
- Nationale Bibliotheek van Letland: 000021462
- Bibliotheek van het Japanse parlement: 00811311
- Nationale Bibliotheek van Tsjechië: jn19990003829
- Nationale bibliotheek van Australië: 35847206
- Nationale Bibliotheek van Israël: 987007298246705171
- Nationale Bibliotheek van Polen: a0000001150067
- Nationale en Universitaire bibliotheek Zagreb: 000274779
- Nederlandse Thesaurus van Auteursnamen: 074855638
- Istituto Centrale per il Catalogo Unico: BVEV005128
- LIBRIS: 225162
- SNAC: w6qc0fb0
- Système universitaire de documentation: 034408525
- Virtual International Authority File: 66573793
- WorldCat: E39PBJjRTbJXhBBVbGRj4V63Qq